# Вагон бункерного типа

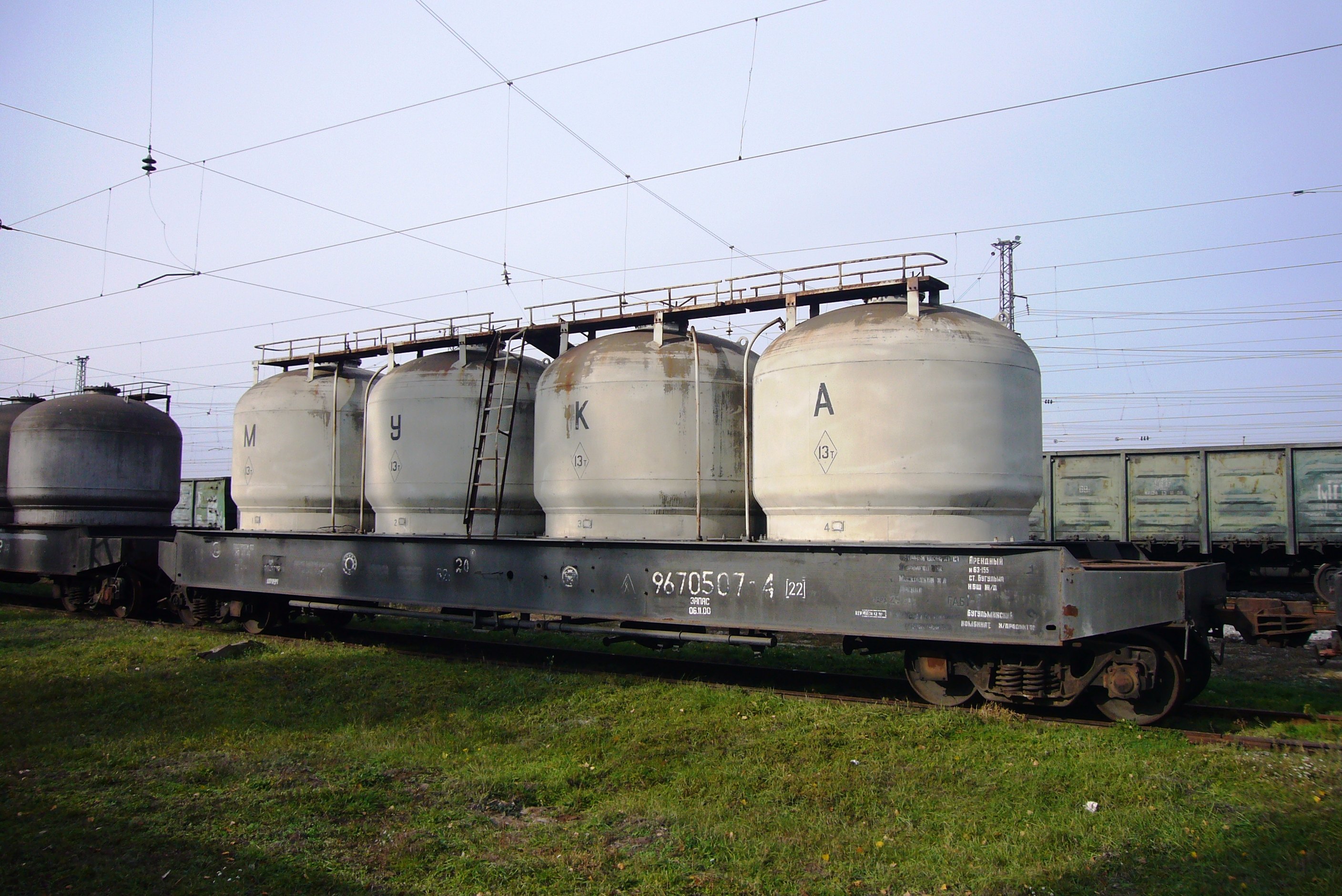
Вагон бункерного типа для перевозки муки

Вагон бункерного типа — крытый грузовой вагон для перевозки грузов (сыпучих: мука, зерно, цемент, негашёная известь, щебень, неагрессивных нефтепродуктов: вязкий нефтебитум и нефтяной кокс), снабженный бункером — ёмкостью для груза и бункерным устройством, позволяющим загружать и разгружать груз без ориентирования — «навалом».

## Хопперы
Хопперы бывают закрытые и открытые — промежуточный тип бункерного вагона с одной емкостью (бункером), как правило, выделяемые отдельно.

## Бункерного типа
Собственно вагоны бункерного типа 4-осные, отличаются от хопперов наличием нескольких ёмкостей (бункеров), смонтированных на одной раме.
- для нефтебитума, модель 17-494, изготовлялись ДВЗ им. газеты «Правда» — 4 бункера, полезным объёмом по 11,6 м³; изготавливался с 1978 года; разгрузка производилась наклоном бункеров на 85°;
- для нефтебитума, модель 17-431, изготовлялись ДВЗ им. газеты «Правда» — 4 бункера, полезным объёмом по 10 м³; изготавливался с 1970 года; разгрузка производилась наклоном бункеров на 85°;
- для нефтебитума (с облегчённой рамой), модель 17-Б862, изготовлялись ДВЗ им. газеты «Правда» — 4 бункера, полезным объемом по 10 м³; изготавливался с 1963 года; разгрузка производилась наклоном бункеров на 85°;
- для бестарной перевозки муки, модель 17-486, изготовлялись СВЗ — 4 бункера, полезным объёмом по 21,5 м³; разгрузка производится через нижние люки подачей повышенного давления в ёмкости;
- для бестарной перевозки муки, модель 17-4020, изготовлялись СВЗ — характеристики, как у модели 17-486;
- для гранулированных полимеров, модель 17-917, изготовлялись СВЗ — 4 бункера, полезным объемом по 20 м³; изготавливалась с 1982 года; разгрузка так же, как в модели 17-486;
- для гранулированных полимеров, модель 17-495, изготовлялись СВЗ — характеристики те же, что и у модели 17-917; изготавливалась с 1984 года;